# Total (album de SebastiAn)
Singles
1. Embody
Sortie : 4 Avril 2011
2. C.T.F.O.
Sortie : Août 2011
3. Love in Motion
Sortie : Septembre 2011

Total est le premier album studio de l’artiste de musique électronique français SebastiAn, L'album est sorti en Europe le 30 mai 2011 et en Amérique du Nord le 7 juin 2011 chez  Ed Banger Records. L'album a été annoncé en février via la sortie d'un teaser nommé X rated publié sur le site Dailymotion. Cela a été suivi par la publication d’une vidéo du premier single Embody réalisé par So Me avec le danseur Shamari Maurice, qui a été publié le 4 avril avec des remixes de DJ Premier et Kavinsky. L'album comprend des featuring avec M.I.A. et Mayer Hawthorne ainsi qu’une production avec Gaspard Augé du groupe de musique électronique français Justice .

## Pochette de l'album
La pochette a été photographiée par Jean-Baptiste Mondino. L'image de SebastiAn s'embrassant a suscité la controverse, l'incompréhension et la confusion parmi les fans. SebastiAn explique l'image de la pochette dans une interview : « Je fais rarement les choses pour une raison spécifique: tout d'abord, l'idée d'un double baiser représente ma vision de la posture artistique; c’est une sorte de blague sérieuse sur la relation qu’un artiste entretient avec son ego. De plus, mes premières couvertures consistaient en un tracé du visage; je voulais donc suivre cette idée avec une photo tout en ajoutant quelque chose de nouveau. Lorsque vous jouez à un jeu, vous devriez le jouer complètement ou pas du tout. Donc, par exemple, même si vous n’aimez pas votre visage, vous devriez l’embrasser, le souligner, même! Le choix du noir et blanc est de rompre avec les graphismes souvent très colorés de la techno. La pochette signée par Mondino symbolise le désir total du créateur, le moi absolu de l'artiste qui s'embrasse et se dévore. »

## Liste des titres
| 1.    | Hudson River                                   | 0:50 |
| 2.    | Love in Motion (featuring Mayer Hawthorne)     | 3:06 |
| 3.    | Tough Games (Interlude)                        | 0:41 |
| 4.    | Embody                                         | 3:46 |
| 5.    | Ross Ross Ross                                 | 3:40 |
| 6.    | Fried                                          | 4:04 |
| 7.    | Kindercut                                      | 4:07 |
| 8.    | Water Games (Interlude)                        | 0:38 |
| 9.    | Total                                          | 1:22 |
| 10.   | Jack Wire                                      | 2:45 |
| 11.   | C.T.F.O (featuring M.I.A)                      | 2:55 |
| 12.   | Cartoon (Interlude)                            | 0:34 |
| 13.   | Arabest                                        | 3:16 |
| 14.   | Prime                                          | 3:07 |
| 15.   | Mean Games (Interlude)                         | 0:53 |
| 16.   | Tetra (co-produit par Gaspard Augé de Justice) | 2:55 |
| 17.   | Motor                                          | 4:03 |
| 18.   | Night (Interlude)                              | 0:46 |
| 19.   | Yes                                            | 3:43 |
| 20.   | Bird Games (Interlude)                         | 0:38 |
| 21.   | Doggg                                          | 3:12 |
| 22.   | Frustra (Outro)                                | 0:26 |
| 51:29 |                                                |      |

| 23. | Organia | 2:36 |